# Oncidpilia
× Oncidpilia (abreviado Oncpa) es un híbrido intergenérico entre los géneros de orquídeas Oncidium × Trichopilia. Fue publicado en Orchid Rev.  74(872, noh): 3 (1966).